# Tamarisken-Thujamoos
Das Tamarisken-Thujamoos (Thuidium tamariscinum) ist ein Moos der mitteleuropäischen Wälder. Wegen seiner auffälligen Ähnlichkeit zu den Lebensbäumen (Thuja – als lateinischer Diminutiv Thuidium) hat es seinen Namen erhalten. Es ähnelt dem Etagenmoos (Hylocomium splendens), besitzt jedoch keine stockwerkartig übereinander stehenden Jahrestriebe und glänzt im trockenen Zustand nicht. Zudem ist der Stängel nicht so auffällig rot gefärbt.

## Merkmale
Das Tamarisken-Thujamoos zeigt eine auffallend regelmäßige dreifache Fiederung. Die Ästchen sind dabei in einer Ebene angeordnet, so dass dreieckige Wedel von der Form eines kleinen Tannenbaums entstehen.
Die Pflanzen können Längen von bis zu 10 cm erreichen. Ihre Farbe kann sehr unterschiedlich sein und reicht von hellgrün bis zu olivgrün oder dunkelgrün.
Die Blättchen sind an den Stämmchen und Ästchen unterschiedlich ausgebildet. Die Stämmchenblättchen sind im unteren Teil breit dreieckig, im oberen dann in eine schmale lanzettliche Spitze zusammengezogen. Die Astblättchen sind eher oval und  kürzer bespitzt. Wie bei den anderen Arten der Gattung befindet sich beim Tamarisken-Thujamoos auf jeder Blattzelle eine einzelne Papille. Auch die Zelle an der Blattspitze hat bei dieser Art nur eine einzelne Papille am vorderen Ende. Der Blattrand ist durch die Papillen fein gezähnelt, an der Spitze auch stärker und unregelmäßig gesägt.
Zwischen den Blättchen befinden sich zahlreiche Paraphyllien mit Stacheln.
Die Kapsel des Sporophyten ist gekrümmt und zylindrisch, der Deckel lang geschnäbelt.

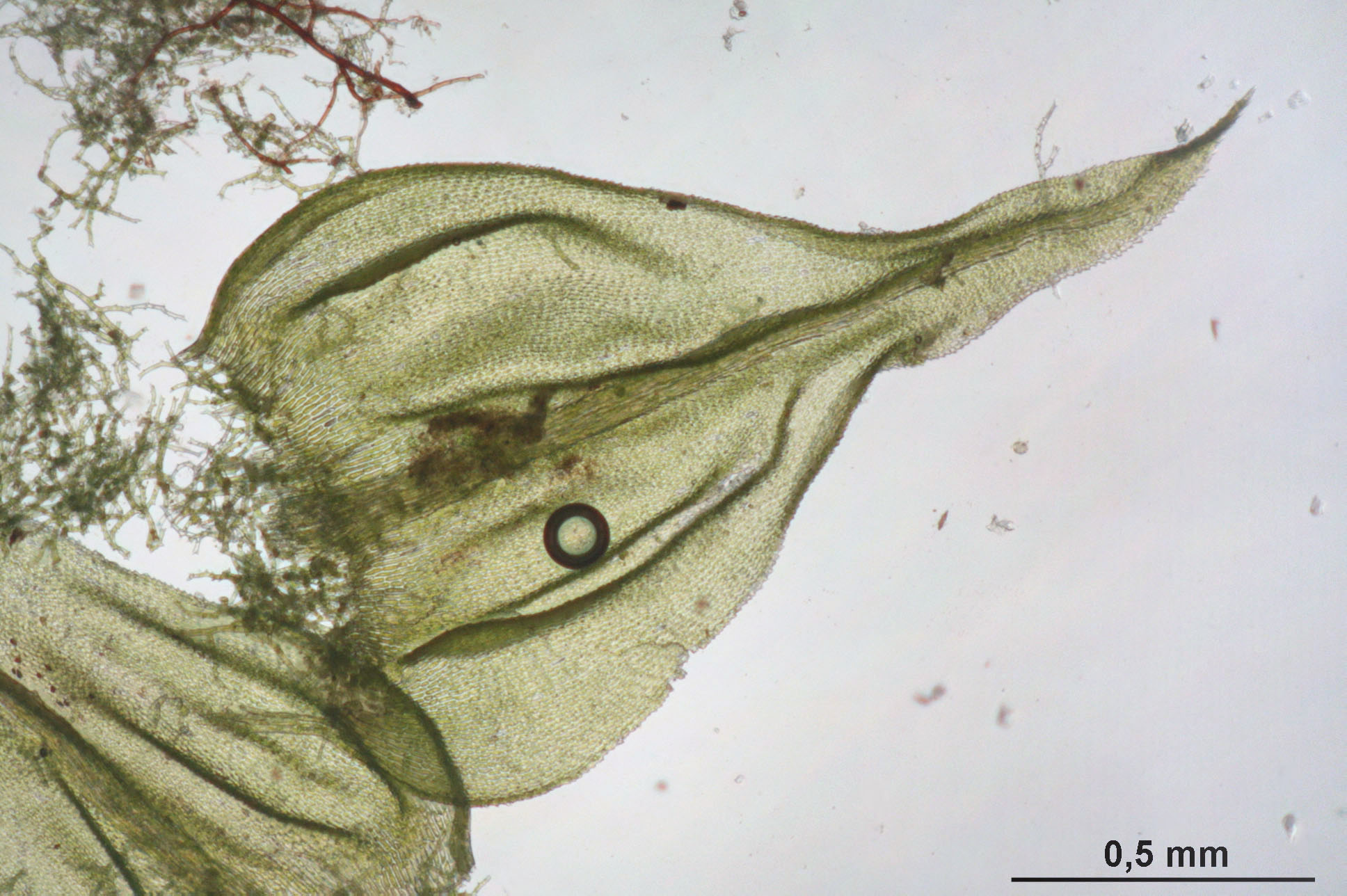
Thuidium tamariscinum – Stämmchenblatt
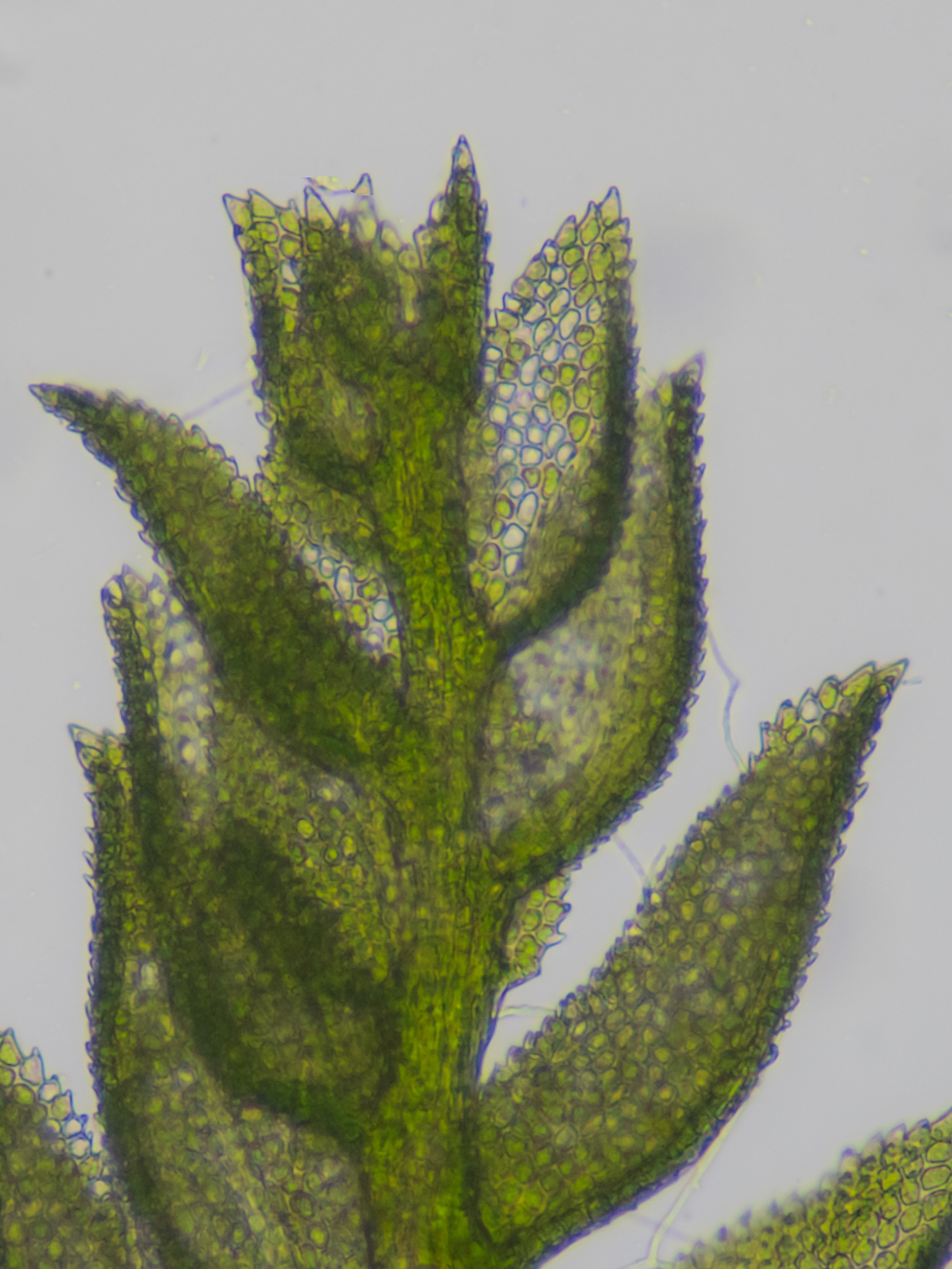
Thuidium tamariscinum – Astblätter mit einzelliger Spitze
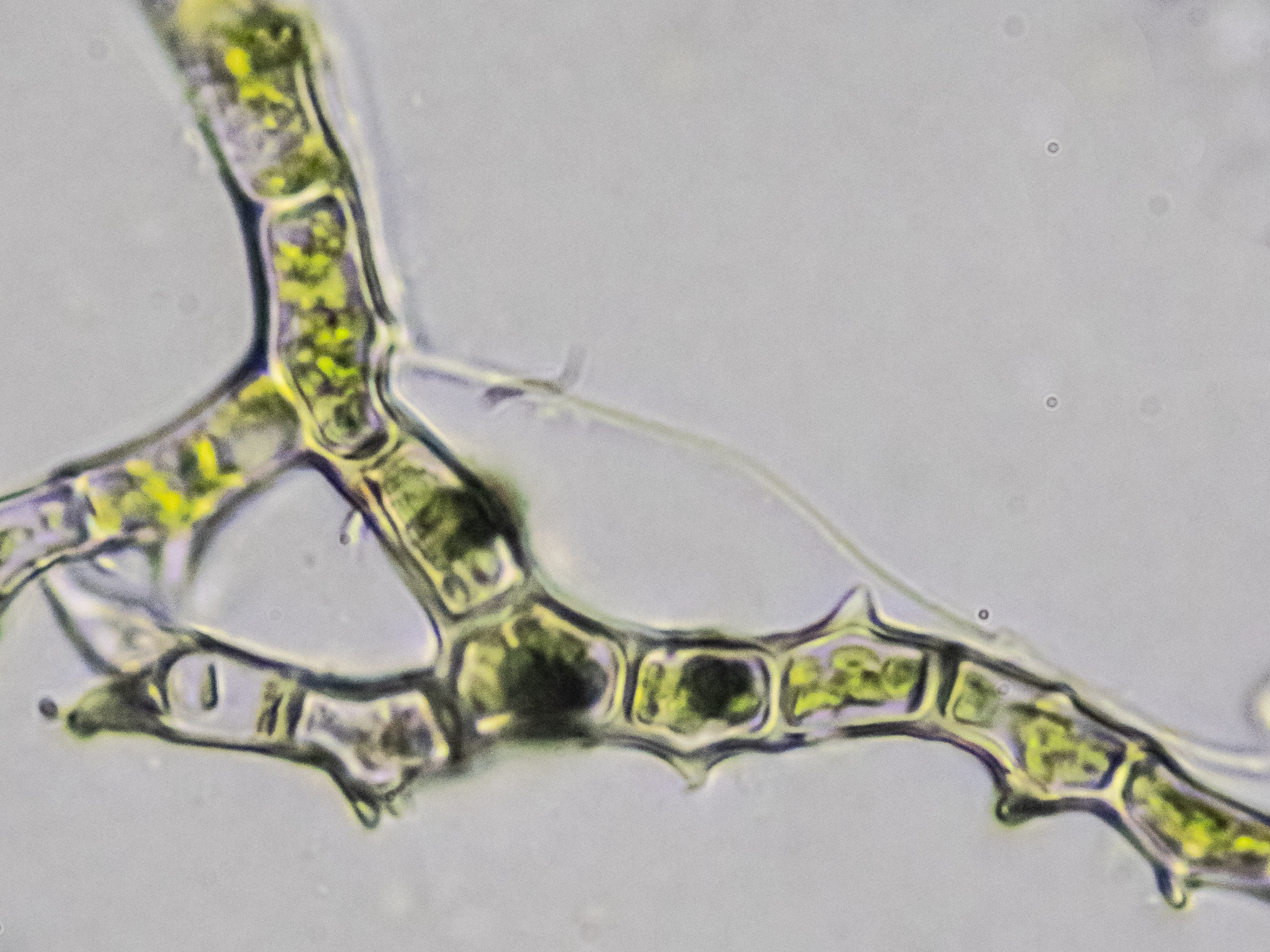
Thuidium tamariscinum – Paraphyllien
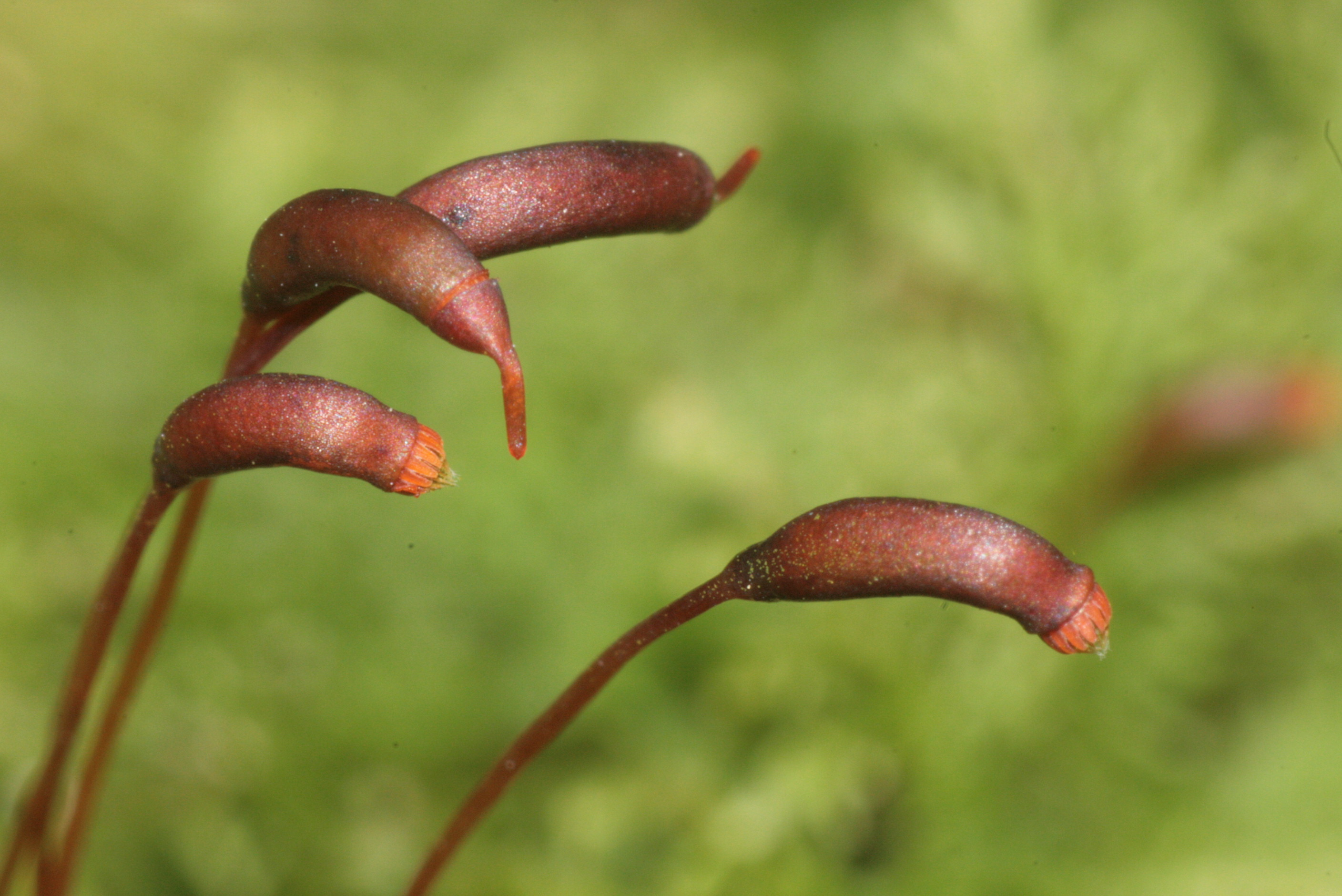
Thuidium tamariscinum – Kapseln

## Verbreitung
Das Tamarisken-Thujamoos ist fast kosmopolitisch verbreitet.
Es wächst an schattigen Stellen auf verschiedenen Substraten, vor allem in Wäldern, aber in Tallagen auch auf Felsen, auf Borke oder an Wiesen. Es zieht basenreiche, mineralhaltige Standorte vor.